# Ichneumonidae
Ichneumons
Famille
Les Ichneumonidae, en français Ichneumons ou guêpes de Darwin, sont une famille d'insectes hyménoptères de l'infra-ordre des Terebrantes (térébrants en français), relevant, avec les Braconidae, de la super-famille des Ichneumonoidea. 
Ce sont avant tout des insectes entomophages, depuis longtemps utilisés en lutte biologique par certains sylviculteurs .
Cette grande famille comprend 35 sous-familles regroupant plus de 60 000 espèces.

## Morphologie
Ils sont caractérisés par la nervation alaire : la cellule discoïdale et la cellule cubitale sont fusionnées en une grande cellule discoïdocubitale, avec une autre cellule, l'aréole. 
Les antennes sont longues à nombreux articles. Le pétiole est souvent géniculé. 

La tarière est parfois très longue.

Leur taille est le plus souvent comprise entre 5 et 20 mm, elle est généralement de 10 mm. 

Leur couleur est souvent sombre à noire.

## Biologie de la famille

Un Pimplinae, Zatypota albicoxa déposant son œuf sur une araignée

Leurs larves sont le plus souvent endoparasites solitaires, en majorité de Lépidoptères, de Tenthrèdes et de Coléoptères.

## Quelques sous-familles
- Ichneumoninae : ce sont des endoparasitoïdes de Lépidoptères.
  - genres : Ichneumon, Diphyus, Amblyteles, Cratichneumon, Callajopa, Exephanes, Hoplismenus, Chasmias, Stenichneumon, Aoplus, Eristicus, Hepiopelmus, Eupalamus, Tricholabus, Acolobus...

- Eucerotinae : cette sous-famille pond ses œufs sur les feuilles. Les larves néonates qui en sont issues attendent la venue d'une chenille de Lépidoptère ou de Symphyte pour s'y fixer et la parasiter.

- Ophioninae : sous-famille très riche en espèces tropicales. Ce sont des endoparasitoïdes de larves de Lépidoptères. Les cocons, ovoïdes avec une bande centrale plus claire sont caractéristiques de cette sous-famille.
  - genres : Enicospilus, Thyreodon, Ophion.

- Cremastinae : plus fréquemment rencontrés dans les zones sèches. Ils sont endoparasitoïdes solitaires de Lépidoptères.

- Tryphoninae : d'aspect brun pâle avec de grands yeux. Gaster sessile et comprimé. Ectoparasitoïdes, le plus souvent solitaires, de Lépidoptères et de Symphytes (saw flie).
  - genres : Tryphon, Dyopetes, Oedomopsis, Netelia, Polyblastus.

- Pimplinae : le plus souvent de couleur noire. Ectoparasitoïdes d'hôtes variés (Lépidoptères, Symphytes). Le genre Tromatobia est prédateur d'œufs d'araignées. Certains Pimplinae sont hyperparasites facultatifs (Itoplectis).
  - genres : Dolichomitus, Hymenoepimecis, …

- Mesochorinae : de taille généralement réduite, cette sous-famille ne comporte que des espèces hyperparasitoïdes endophages obligatoires, s'attaquant à des Ichneumonidae, Braconidae et à des Tachinaires.

- Orthocentrinae : de petites tailles, ils sont généralement endoparasitoïdes de Microlépidoptères et de Diptères (Mycetophilidae et Sciaridae).

## Utilisation en lutte biologique
Elle semble ancienne, au moins de plusieurs siècles ; Barbay en 1913 rapportait qu’on avait déjà remarqué que lors des épisodes de pullulation de chenilles (notamment « lors des grands ravages bavarois qui se produisirent de 1889 à [1892] », les Ichneumons et certaines « Mouches carnaires » (Diptères) pondaient leurs œufs dans les chenilles de la troisième ou quatrième mue, alors que le ravageur est le plus vorace et le plus dangereux. 
Selon, Barbey, un Ichneumon décrit par de Trégomain (1876, p. 115) (pas encore déterminé en 1913) « peut être rangé au nombre des parasites destructeurs des larves de Buprestes ».
Mongenor en 1911 affirme qu’en complément du pigeon Ramier, les ichneumons détruisent une grande quantité des espèces de chenilles tordeuses (Tortrix sp.), lesquelles recommençaient en 1911 à « dévaster les sapinières du Jura neuchâtelois (Suisse) », probablement à la suite d'un épisode de sécheresse, comme en 1906. On a même tenté les sarclages, voire des labours aux pieds des arbres afin d'exposer les larves d'espèces parasites les plus profondément enfouies aux ichenomnidés femelles afin qu’elles y pondent plus facilement leurs œufs. Les années sèches et les sols pauvres en humus favorisent les pullulations de parasites, car c’est lors de l'hivernement dans « le sol humide », et « dans l'humus épais que les Champignons et les Ichneumons peuvent le plus facilement infester leur proie ».
« Ce sont bien les Ichneumons qui sont les meilleurs auxiliaires naturels des forestiers, et l'histoire de la lutte contre les Lépidoptères phytophages prouve que leur concours a toujours été fort apprécié. » écrivait en 1913 A. Barbey (Expert forestier, correspondant étranger de la Société nationale d'agriculture de France) dans son Traité d'entomologie forestière (...) Parmi les Ichneumons (Hyménoptères), les espèces du genre Microgaster font une guerre intense aux chenilles ainsi qu'aux chrysalides du Bombyx du pin.
- En Europe, on en collectait des larves dans le sol aux pieds des arbres forestiers pour les répandre dans les plantations sylvicoles ou de fruitiers. E 1900, CHET (p. 409) cite l'Ichneumon Pimpla terehrans Ratz. comme pouvant détruire une forte proportion de chrysalides du parasite Dendroctoniis micans Kug.
- Xanthopimpla stemmator a été introduit en faible nombre en 1958 à Madagascar à partir d'une souche mauricienne contre le borer de la canne à sucre (Chilo sacchariphagus) sans s'acclimater.
- Introduit depuis l'Afrique du Sud en 1968, Diadegma stellenboschence  a été libéré sur les cultures de tabac contre Phthorimaea operculella. C'est un parasitoïde larvaire solitaire. Sa durée de développement est de 15 jours à 28 °C.
- Itoplectis narangae a été également introduit et lâché à Madagascar.

## Liste des sous-familles
Acaenitinae - 
Adelognathinae - 
Agriotypinae - 
Anomaloninae - 
Banchinae - 
Brachycyrtinae - 
Brachyscleromatinae - 
Campopleginae - 
Collyriinae - 
Cremastinae - 
Cremastinae - 
Cryptinae - 
Ctenopelmatinae - 
Cylloceriinae - 
Diacritinae - 
Diplazontinae - 
Eucerotinae - 
Hybrizoninae - 
Ichneumoninae -
Labeninae -
Lycorininae - 
Mesochorinae - 
Metopiinae - 
Microleptinae - 
Neorhacodinae - 
Nesomesochorinae - 
Nonninae - 
Ophioninae - 
Orthocentrinae - 
Orthopelmatinae -
Oxytorinae - 
Pedunculinae - 
Pherombinae - 
Phrudinae - 
Pimplinae - 
Poemeniinae - 
Rhyssinae -
Stilbopinae - 
Tatogastrinae - 
Tersilochinae - 
Townesitinae - 
Tryphoninae -
Xoridinae -
†Labenopimplinae - 
†Palaeoichneumoninae - 
†Tanychorinae

### Sous-familles présentes en Europe
Il existe des centaines d'espèces d'ichneumons, difficiles à identifier à l'œil pour la plupart (il faut observer les genitalia ou d'autres organes au microscope pour différencier les espèces). À titre indicatif, voici la liste des sous-familles présentes en Europe, liste susceptible d'être incomplète ou mise à jour au fur et à mesure des progrès de la taxinomie dans ce groupe.
- Acaenitinae
- Adelognathinae
- Agriotypinae
- Anomaloninae
- Banchinae
- Brachycyrtinae
- Campopleginae
- Collyriinae
- Cremastinae
- Cryptinae
- Ctenopelmatinae
- Cylloceriinae
- Diacritinae
- Diplazontinae
- Eucerotinae
- Hybrizontinae
- Ichneumoninae
- Lycorininae
- Mesochorinae
- Metopiinae
- Microleptinae
- Neorhacodinae
- Ophioninae
- Orthocentrinae
- Orthopelmatinae
- Oxytorinae
- Phrudinae
- Pimplinae
- Poemeniinae
- Rhyssinae
- Stilbopinae
- Tersilochinae
- Tryphoninae
- Xoridinae